# Giovanni Ialongo
Giovanni Ialongo (Pico, 1º gennaio 1944) è un dirigente d'azienda italiano, presidente di Poste Italiane dal 2008.
Ha svolto la sua carriera interamente all'interno del Gruppo assumendo, nel corso degli anni, posizioni di responsabilità sempre più importanti. 
Ha percorso un lungo cammino nel sindacato, ricoprendo ruoli di primo piano fino alla carica di Segretario generale della Federazione Poste e Telecomunicazioni della Cisl.
Dal 1997 al 2006 è stato Presidente dell'Istituto Postelegrafonici Ipost e successivamente Commissario Straordinario dell'ente fino a novembre 2008.
Sotto il suo mandato, l'Ipost ha conseguito importanti risultati, affermandosi all'avanguardia degli Enti Previdenziali per la qualità e l'innovazione dei servizi offerti.
Dal 2006 è Presidente di Postel – Società per la gestione dei servizi di Gestione Documentale Integrata, Direct marketing ed E-procurement.
Il 16 luglio 2010 è stato nominato Consigliere di Amministrazione della LUISS, la Libera Università Internazionale degli studi sociali Guido Carli.
Ialongo inoltre è membro del Comitato di Presidenza dell'Associazione Civita e componente della Giunta di Assonime, Associazione fra le Società per Azioni.